# Паатеро, Микко
Ми́кко Та́пио Па́атеро (фин. Mikko Tapio Paatero; 1 июня 1948, Эура, Финляндия) — глава полиции Финляндии (с 2008). Имеет степень бакалавра права.

## Биография
Родился 1 июня 1948 года в Эура, в Финляндии.
С 1977 по 1980 годы был членом муниципального совета и председателем муниципального правления Ноормаркку.
С 1992 по 2008 годы — был главой полиции губернии Западная Финляндия, а с 15 августа 2008 года возглавил полицию Финляндии.
В конце ноября 2013 года обсуждался вопрос с его отставкой с поста главы полиции Финляндии.
Женат, имеет троих детей.